# 一向寺銅造阿弥陀如来坐像
一向寺銅造阿弥陀如来坐像（いっこうじどうぞうあみだにょらいざぞう）は、栃木県宇都宮市西原二丁目の一向寺にある仏像で、一般的に「汗かき阿弥陀」として知られている。宇都宮家第12代当主であった宇都宮満綱によって、1405年（応永12年）4月に建立されたものといわれる。当初は宇都宮家菩提寺の長楽寺に奉納されたが、その後長楽寺が廃寺となった際に一向寺の客仏となった。「銅造阿弥陀如来坐像」の名で美術工芸品部門工芸品の重要文化財に指定されている。

## 詳細
本像は、一向寺の本堂南の収蔵庫に奉納されている。台座は鉄および大谷石製。高さ105cmでほぼ等身像。全身の衣に千文字超が刻まれており、これに発起人が一向寺の忽阿上人、宇都宮家第12代当主の宇都宮満綱が願主で、345人の血判のもと建立したとある。当初は宇都宮氏の菩提寺であった長楽寺に本尊として奉納されたとされる。その後、江戸時代初期に宇都宮城縄張拡張に伴い西原に移転し、明治に入りその廃寺に伴い一向寺に移されたという。
本像は「汗かき阿弥陀」とされ、火災防止の仏としての信仰も受けている。

## 汗かき阿弥陀の伝承
本仏像は「汗かき阿弥陀」の異名でも知られ、国家の危機を汗をかいて知らせるといわれる。起源は宇都宮家に凶事がある際に汗をかいてそれを知らせたというもの。その他、以下の凶事・異変時に汗をかいた（湿気を帯びる）という伝承がある。
- 1723年（享保8年）- 五十里洪水の前日
- 1868年（慶応4年）- 戊辰戦争（阿弥陀の化身が本堂を覆い、その汗によって火災から守った）
- 1869年（明治2年）- 材木町火災の前日
- 1923年（大正12年）- 関東大震災の直前
- 1941年（昭和16年）- 太平洋戦争の前
- 1945年（昭和20年）- 宇都宮空襲の前日

## 経緯
- 1405年（応永12年）4月 - 宇都宮満綱が大工の秦景重に鋳造させ、長楽寺に奉納する。
- 1619年（元和5年）頃 - 宇都宮城縄張りの拡張工事に伴い、長楽寺が西原の一向寺の西隣に移設される。
- 1869年（明治2年）- 西原の長楽寺が廃寺となり、本像は東隣の一向寺に移され客仏となる。
- 1914年（大正3年）8月25日 - 国の重要文化財に指定される。